# فستروغوثية
الفستروغوثية (الاسم العلمي:†Vestrogothia) هي جنس من مفصليات الأرجل تتبع الفصيلة الفستروغوثات من رتبة الجوادف الفوسفاتية.

## أنواع الفستروغوثية
- فستروغوثية شوكية
- فستروغوثية أمامية الأشواك
- فستروغوثية ثنائية الأشواك